# Thierry de Termonde
 (mai 2025).
Thierry de Termonde (ou  Terremonde  ou encore Tenremonde, mort en 1206, est un noble d'origine flamande. Il est le plus jeune fils de Gautier II, seigneur de Termonde.
Il fait très probablement partie des chevaliers croisés qui sont restés en Terre sainte après la fin de la troisième croisade.
À partir de 1193, il apparait dans des archives du royaume de Jérusalem dans l'entourage des rois Henri II de Champagne et Aimery II de Lusignan.
Il épouse Agnès de Besmedin, fille de Hugues de Besmedin, seigneur de Besmedin, et de son épouse Agnès de Ham. Grâce à ce mariage, il devient seigneur de jure uxoris d'Adelon après la mort sans héritier de son beau-frère Adam d'Adelon vers 1198. De cette union naissent deux enfants :
- Daniel Ier d'Adelon, qui succède à ses parents ;
- Marguerite d'Adelon.

En 1204, il quitte la Terre sainte en compagnie d'Hugues II de Saint-Omer et de son frère Raoul de Saint-Omer pour se rendre avec un contingent à Constantinople, où son compatriote Baudouin VI de Hainaut vient d'être élu empereur latin de Constantinople à la suite de la quatrième croisade.
Une fois sur place, Baudouin le nomme connétable de l'empire latin de Constantinople.
Le nouvel empire est par la suite impliqué dans des combats féroces avec le tsar bulgares Kaloyan ainsi que les Kipchaks (en) et les Valaques en Thrace. Selon Geoffroi de Villehardouin, Thierry trouve la mort au cours du printemps 1206 lors de la bataille de Rusium (en), en Thrace.
Après sa mort, c'est son fils Daniel Ier qui lui succède comme seigneur d'Adelon.